# 維羅納會議
維羅納會議（The Congress of Verona）是五國同盟于1822年10月20日在維羅納（现意大利境内）召開的最後一次常規會議，是十九世紀初歐洲協調機制的組成部分。參與國共有俄羅斯、奧地利、普魯士、法國以及英國，會議決定向當日的歐洲革命活動加以鎮壓，鑑於英國無意以鎮壓革命為名干預別國內政，因而與上述四國不合，最後英國退出此一歐洲協調機制。

## 背景

### 西班牙革命
西班牙國王费尔南多七世為革命分子和1812年的憲法所困擾。奧地利在那不勒斯干涉成功，使一眾保守國家（尤其是法國）確信可以在西班牙進行類似的行動。

### 希臘革命
在1821年因希臘受到歐洲各國起事的鼓勵，遂反叛土耳其帝國。他們殺害土耳其官員，於是土耳其政府進行報復，屠殺了首都君士坦丁堡的所有希臘人，因而引發歐洲各國同情希臘人的革命。

### 卡蘇里逝世
1822年，英國外相卡蘇里自殺身亡，繼任的是喬治·坎寧。坎寧較卡蘇里更同情自由主義和民族主義，是以他派遣了威靈頓公爵代表英國出席會議，並對其他列強鎮壓革命採取更強硬態度。

## 与会者
- 俄罗斯帝国：亚历山大一世、外交大臣卡尔·内斯尔罗德
- 奥地利：克萊門斯·馮·梅特涅
- 普鲁士：卡尔·奥古斯特·冯·哈登、克里斯蒂安·君特·冯·博恩施托尔夫
- 法国：德·蒙莫朗西（英语：Anne-Adrien-Pierre de Montmorency-Laval）、弗朗索瓦-勒内·德·夏多布里昂
- 英国：威灵顿公爵（接替卡斯尔雷子爵）

## 內容
奧地利帝國、俄羅斯帝國、法蘭西王國和普魯士王國決議派出遠征軍出征西班牙，而英國則加以反對，但最終會議仍授權法國干涉西班牙革命。在1823年，法國派出一支為數十萬的軍隊越過比利牛斯山，恢復了腓迪南的絕對權力。結果，西班牙議會在1820年以後通過的法案被強行全部取消。不過除了西班牙本土外，對西班牙殖民地的革命則並無制裁，因為這些殖民地對奧地利帝國、俄羅斯帝國和普魯士王國都沒有太多實際利益。
奧國首相梅特涅反對幫助希臘從土耳其手上爭取獨立，因為這會促使奧地利帝國的民族團體起義爭取獨立。他同時也擔心一旦俄羅斯帝國被鼓勵出兵幫助希臘，她會趁機拓展勢力到巴爾幹半島。因此，對於希臘的起義會議沒有作出決議。

## 影響
奧地利、俄羅斯、法國和普魯士決議派出遠征軍出征西班牙標誌著列強依舊繼續干涉別國革命並以此擴張勢力，這甚令英國外相喬治·坎寧不滿，令英國與東歐的專制國家的關係產生無法彌補的決裂。自此以後，英國採取光榮孤立政策，以免和歐陸保守各國為伍，在缺乏當時最強大的英國支持下，協調制度因而解體。在凡羅拿會議過後，雖然列強在整個十九世紀亦間有召開一些會議，但都是在爭端過後而召開的臨時會議，和往日維也納會議中所希望預先解決爭端，確保歐洲和平的目標經已南轅北轍。而英國的退出，使奧地利作主導的保守國家得以鎮壓全歐的革命，奧地利得到俄羅斯和普魯士全心全意的合作和得到法國精神上的支持，也鎮壓了意大利的革命，加強在中歐的控制，使得奧地利主導了往後二十多年的歐洲局勢，奧國首相梅特涅也成為此段時間內最主導歐洲局勢的人物。